# Даріус Руснак
Даріус Руснак (чеськ. Dárius Rusnák, нар. 2 грудня 1959, Ружомберок) — колишній чехословацький хокеїст, що грав на позиції центрального нападника, згодом словацький спортивний діяч. Грав за збірну команду Чехословаччини.

## Ігрова кар'єра
Професійну хокейну кар'єру розпочав 1977 року.
1987 року був обраний на драфті НХЛ під 230-м загальним номером командою «Філадельфія Флаєрс», проте до Північної Америки так і не перебрався.
Протягом професійної клубної ігрової кар'єри, що тривала 17 років, захищав кольори чехословацьких команд «Слован» (Братислава), «Дукла» (Їглава) та фінської КалПа.
Виступав за збірну Чехословаччини.

## Тренер та функціонер
З 1993 по 1995 працював асистентом головного тренера словацького клубу «Слован» (Братислава) в Словацькій Екстралізі. З 2006 член виконкому Словацького союзу льодового хокею, відповідає за розвиток регіонального хокею в Словаччині.

## Нагороди та досягнення
- Чемпіон Чехословаччини в складі клубу «Слован» (Братислава) — 1979.
- Бронзовий призер чемпіонату світу 1981.
- Срібний призер чемпіонатів світу 1982 та 1983.
- Срібний призер Олімпійських ігор 1984.
- Чемпіон світу 1985.
- Член Зали слави словацького хокею — 2009.

## Статистика
| Сезон                            | Клуб                  | Ліга          | Регулярний сезон | Регулярний сезон | Регулярний сезон | Регулярний сезон | Регулярний сезон | Плей-оф | Плей-оф | Плей-оф | Плей-оф | Плей-оф |
| Сезон                            | Клуб                  | Ліга          | І                | Г                | П                | О                | ШХ               | І       | Г       | П       | О       | ШХ      |
| -------------------------------- | --------------------- | ------------- | ---------------- | ---------------- | ---------------- | ---------------- | ---------------- | ------- | ------- | ------- | ------- | ------- |
| 1976/77                          | «Слован» (Братислава) | ЧСХЛ          | x                | x                | x                | x                | x                | --      | --      | --      | --      | --      |
| 1977/78                          | «Слован» (Братислава) | ЧСХЛ          | 44               | 4                | 11               | 15               | 24               | --      | --      | --      | --      | --      |
| 1978/79                          | «Слован» (Братислава) | ЧСХЛ          | x                | x                | x                | x                | x                | --      | --      | --      | --      | --      |
| 1980/81                          | «Слован» (Братислава) | ЧСХЛ          | x                | x                | x                | x                | x                | --      | --      | --      | --      | --      |
| 1981/82                          | «Слован» (Братислава) | ЧСХЛ          | x                | x                | x                | x                | x                | --      | --      | --      | --      | --      |
| 1982/83                          | «Слован» (Братислава) | ЧСХЛ          | x                | x                | x                | x                | x                | --      | --      | --      | --      | --      |
| 1983/84                          | «Слован» (Братислава) | ЧСХЛ          | x                | x                | x                | x                | x                | --      | --      | --      | --      | --      |
| 1984/85                          | «Слован» (Братислава) | ЧСХЛ          | x                | x                | x                | x                | x                | --      | --      | --      | --      | --      |
| 1985/86                          | «Слован» (Братислава) | ЧСХЛ          | x                | x                | x                | x                | x                | x       | x       | x       | x       | x       |
| 1986/87                          | «Слован» (Братислава) | ЧСХЛ          | 40               | 18               | 20               | 38               | 62               | --      | --      | --      | --      | --      |
| 1987/88                          | «Дукла» (Їглава)      | ЧСХЛ          | 44               | 16               | 34               | 51               | 0                | --      | --      | --      | --      | --      |
| 1988/89                          | «Слован» (Братислава) | ЧСХЛ          | 31               | 16               | 15               | 31               | 44               | --      | --      | --      | --      | --      |
| 1989/90                          | КалПа                 | СМ-ліга       | 44               | 29               | 24               | 53               | 77               | 1       | 0       | 1       | 1       | 0       |
| 1990/91                          | КалПа                 | СМ-ліга       | 44               | 22               | 38               | 60               | 58               | 8       | 3       | 3       | 6       | 8       |
| 1991/92                          | КалПа                 | СМ-ліга       | 38               | 8                | 24               | 32               | 57               | -       | -       | -       | -       | -       |
| 1992/93                          | КалПа                 | СМ-ліга       | 43               | 20               | 24               | 44               | 57               | -       | -       | -       | -       | -       |
| СМ-ліга разом                    | СМ-ліга разом         | СМ-ліга разом | 169              | 79               | 110              | 189              | 249              | 9       | 3       | 4       | 7       | 8       |
| Чехословацька хокейна ліга разом |                       |               |                  |                  |                  |                  |                  |         |         |         |         |         |